# أختر جهانشاه
ميرزا خجسته أختر جهانشاه (بالفارسية: میرزا خجسته اختر جهان شاه) (4 تشرين الأول (أكتوبر) 1673م - 30 آذار (مارس) 1712م) المعروف اختصارًا بِـ«جهان شاه»، هو الابن الرابع للسُّلطان بهادُر شاه الأوَّل، سُلطان مغول الهند. كما أنه والد روشن أختر الذي سوف يُقدَّر له أن يحكُم البلاد بِلقب ناصر الدِّين مُحمَّد شاه. وقد تولَّى حُكم مالوا للفترة من سنة 1707م إلى سنة 1712م.